# Hackers
Hackers è un film del 1995 diretto da Iain Softley con Jonny Lee Miller e Angelina Jolie.

## Trama
Nel 1988, all'età di 11 anni, Dade "Zero Cool" Murphy viene arrestato e incriminato con l'accusa di aver creato un virus responsabile del crash di 1507 sistemi informatici (incluso quello di Wall Street). Ritenuto colpevole nonostante la precoce età, è condannato per 7 anni (fino al suo diciottesimo compleanno) con il divieto di possedere o utilizzare computer e telefoni multifrequenza ed al pagamento di una multa di $45.000.
Appena prima di compiere 18 anni, Dade è a New York in seguito al trasferimento lavorativo della madre. Per festeggiare la maggiore età, si inserisce nel sistema informativo di una stazione televisiva locale sfruttando tecniche di ingegneria sociale, e cambiandone la programmazione. Si scontra però con "Acid Burn", un hacker che lo accusa di aver violato il suo territorio. Dade, che si dà il nuovo nickname di "Crash Override", sfida quindi lo sconosciuto ma questi riesce a disconnetterlo dal sistema.
Nella nuova scuola, fa la conoscenza di Kate Libby che, dopo avergli fatto da tutor e mostrato l'edificio, lo rende vittima di uno scherzo di nonnismo, chiudendolo sul tetto durante un temporale. Per ripicca, Dade hackera il sistema scolastico e si cambia la classe, aggiungendosi a quella della stessa Kate. Grazie a questa bravata fa la conoscenza di Ramon "Freak il fantasma" Ramirez, altro hacker esperto nel campo del phreaking, che lo introduce nell'ambiente underground newyorkese, dove conosce fra gli altri Emmanuel Goldstein (Cereal Killer), Paul Cook (Lord Nikon, a causa della sua memoria fotografica) e Joey. Quest'ultimo, dopo essere stato rimproverato dal resto del gruppo, per dimostrare di poter far parte anche lui dell'élite, decide di penetrare nel supercomputer di una compagnia mineraria, la Ellington Mineral Company, rubando parte di un garbage file come prova della propria impresa. Ma la sicurezza informatica dell'azienda si accorge dell'intrusione e avvisa il responsabile, Eugene "La Piaga" Belford, il quale si rende conto che le informazioni parziali rubate potrebbero smascherare la truffa che stava mettendo in atto. Crea quindi il virus Leonardo da Vinci, per accusare gli hacker e depistare le indagini. Joey viene facilmente rintracciato dall'FBI ed arrestato, ma riesce a nascondere un dischetto contenente i file trafugati.
Intanto, Dade e Kate vengono a conoscenza delle reciproche identità virtuali, e decidono di sfidarsi per decretare chi fra i due sia l'hacker migliore. Viene scelto come obiettivo l'agente dei servizi segreti Richard Gill, responsabile dell'ufficio contro i crimini informatici e quindi dell'arresto di Joey. Questi intanto è stato rilasciato sulla parola, e decide di passare il floppy con le informazioni a Freak, il quale però si accorge del pedinamento delle forze dell'ordine e riesce a nasconderlo in un bagno pubblico prima di essere prelevato da casa propria e portato in prigione, da dove avviserà Kate del nascondiglio. Il gruppo di hacker comincia quindi ad intuire che quel dischetto potrebbe contenere informazioni ben più importanti di quanto si creda, e chiedono quindi aiuto a Dade per le decifrazione dei file, ma questi si rifiuta a causa dei propri precedenti, ancora sconosciuti ai suoi amici.
Intanto la Piaga non è ancora riuscito ad individuare la locazione dei file trafugati, ma scopre il passato di Dade, tentando prima di portarlo dalla propria parte con le lusinghe, per poi passare alle minacce dopo il suo rifiuto. Dade quindi gli consegna la copia di sicurezza del dischetto per evitare che a sua madre venga falsificata la fedina penale e quindi arrestata.
Intanto il gruppo sta tentando di decifrare il contenuto del floppy, e con l'aiuto di Dade scoprono che contiene un worm che ha il compito di trasferire piccole parti di ogni transazione finanziaria della Ellington Mineral Company in altri conti, fino al raggiungimento di $25 milioni. Intuiscono quindi che dietro tutta la storia ci sia proprio la Piaga, (che, visti i suoi scopi e la creazione del virus Da Vinci per fini egoistici, si rivela essere più un cracker che un hacker) e Dade ammette di aver consegnato la copia del floppy, rivelando la sua passata identità di Zero Cool. Decisi a fermare il tutto, mettono in atto un piano di infiltrazione nei sistemi dell'azienda mineraria e della polizia, venendo così a conoscenza del mandato di arresto spiccato verso di loro e riuscendo quindi a fuggire per tempo. Con l'aiuto di Razor e Blade, due hacker che dirigono una tv pirata, organizzano un assalto informatico per il giorno seguente, giorno in cui il worm cesserà il proprio compito ed entrerà quindi in azione il virus Da Vinci. Utilizzando i telefoni a pagamento della Grand Central Terminal, lanciano un attacco congiunto verso il sistema della Ellington Mineral Company, mentre La Piaga ed il suo team tentano di contrastarli, ma inutilmente. Appena finito di scaricare i dati necessari al smascheramento della truffa, Dade e soci vengono però arrestati, ad esclusione di Cereal, che riesce a recuperare il dischetto nascosto da Dade e ad organizzare una trasmissione pirata sui principali mezzi visivi con l'aiuto di Razor e Blade, smascherando pubblicamente la truffa de La Piaga, che viene arrestato mentre tenta di fuggire in Giappone.

## Citazioni
- Il worm "Da Vinci", sotto attacco degli "Hackers", canta C'era una volta un piccolo naviglio con una velocità progressivamente minore fino a fermarsi. Il tributo è a 2001: Odissea nello spazio quando HAL, prima di essere disattivato, canta a David la filastrocca Giro giro tondo.
- Il nome del worm "Da Vinci" è una citazione di un reale virus informatico, chiamato Michelangelo.
- Durante il film viene menzionato il romanzo di George Orwell 1984, inoltre nel film il nome di Cereal Killer è Emmanuel Goldstein, come uno dei personaggi del suddetto romanzo.
- Il supercomputer della Ellington Mineral Company è chiamato "The Gibson", in omaggio a William Gibson, il maggiore esponente della letteratura cyberpunk.
- Nel film compaiono dei poster con la scritta METROPOLIS. Il tributo è al film Metropolis diretto da Fritz Lang nel 1927 considerato il modello di riferimento per i film di fantascienza.
- Nell'episodio 1x04 di Mr. Robot, mentre Elliot Alderson, il protagonista, è alle prese con una crisi di astinenza indotta dalla sua tossicodipendenza, i suoi due complici Romero e Mobley guardano il film Hackers in TV, criticando aspramente le eccessive e irrealistiche spettacolarizzazioni hollywoodiane sulla figura degli hacker. Nell'episodio 3x02 della serie compaiono invece due indirizzi email, una del protagonista, che citano Eugene "La Piaga" Belford.